# Kotdwara
Kotdwara là một thị xã của quận Garhwal thuộc bang Uttaranchal, Ấn Độ.

## Nhân khẩu
Theo điều tra dân số năm 2001 của Ấn Độ, Kotdwara có dân số 25.400 người. Phái nam chiếm 53% tổng số dân và phái nữ chiếm 47%. Kotdwara có tỷ lệ 70% biết đọc biết viết, cao hơn tỷ lệ trung bình toàn quốc là 59,5%: tỷ lệ cho phái nam là 74%, và tỷ lệ cho phái nữ là 66%. Tại Kotdwara, 14% dân số nhỏ hơn 6 tuổi.